# Мужская сборная Кубы по хоккею на траве
Мужская сборная Кубы по хоккею на траве (англ. Cuba men's national field hockey team) — мужская сборная по хоккею на траве, представляющая Кубу на международной арене. Управляющим органом сборной выступает Федерация хоккея на траве Кубы (исп. Federacion Cubana de Hockey, англ. Cuban Hockey Federation).
Сборная занимает (по состоянию на 6 июля 2015) 48-е место в рейтинге Международной федерации хоккея на траве (FIH).

## Результаты выступлений

### Олимпийские игры
- 1908—1976 — не участвовали
- 1980 — 5-е место
- 1984—2016 — не участвовали

### Чемпионат мира
- 1971—1998 — не участвовали
- 2002 — 16-е место
- 2006—2014 — не участвовали

### Мировая лига
- 2012/13 — 38-45-е место (выбыли в 1-м раунде)
- 2014/15 — ?? место (выбыли во 2-м раунде)

### Панамериканские игры
- 1967—1975 — не участвовали
- 1979 — 4-е место
- 1983 — 6-е место
- 1987 — не участвовали
- 1991 — 6-е место
- 1995 — 4-е место
- 1999 —
- 2003 —
- 2007 — 5-е место
- 2011 — 4-е место
- 2015 — 8-е место

### Панамериканский чемпионат
- 2000 —
- 2004—2013 — не участвовали